# Viola uliginosa
Viola uliginosa Besser, 1809 è una specie appartenente alla famiglia delle Violacee, originaria e nativa dell'Europa, principalmente in un'area che va dal nord-est della Germania ai Paesi baltici, passando attraverso il Polonia. È una specie generalmente rara da trovare, anche in questi paesi.
Pianta perenne, ha dei fiori dai petali dal colorazione blu-violetto.